# Bogusławki (powiat gostyński)
Bogusławki – osada w Polsce położona w województwie wielkopolskim, w powiecie gostyńskim, w gminie Gostyń.
Wieś położona była w 1581 roku w powiecie kościańskim województwa poznańskiego.
W okresie Wielkiego Księstwa Poznańskiego (1815-1848) miejscowość należała do wsi mniejszych w ówczesnym pruskim powiecie Kröben (krobskim) w rejencji poznańskiej. Folwark Bogusławki należał do okręgu gostyńskiego tego powiatu i stanowił część majątku Podrzyce, którego właścicielem była wówczas (1846) Wąsierska. Według spisu urzędowego z 1837 roku folwark liczył 35 mieszkańców, którzy zamieszkiwali 4 dymy (domostwa).
W latach 1975–1998 miejscowość należała administracyjnie do województwa leszczyńskiego.
Zobacz inne miejscowości o tej nazwie: Bogusławki